# Achromobacter aegrifaciens
Achromobacter aegrifaciens es una especie de bacteria gramnegativa del género Achromobacter. Fue descrita en el año 2014. Su etimología hace referencia a causante de enfermedad. Es aerobia y móvil. Consiste en el previo genogrupo 5 de Achromobacter antes de ser descrita como especie. Tiene un tamaño de 0,4-0,7 μm de ancho por 1,4-2,8 μm de largo. Crece en forma individual o en parejas. Forma colonias convexas, traslúcidas, no pigmentadas y con márgenes lisos en agar TSA tras 48 horas de incubación. Consiste en los ST76, 81, 82, 86, 143 y 146 de Achromobacter. Tiene un contenido de G+C de 66%. Se ha aislado de esputos humanos y otras muestras respiratorias en Estados Unidos, así como de reservorios de agua potable en Bélgica.